# 빔 벤더스
에른스트 빌헬름 "빔" 벤더스(독일어: Ernst Wilhelm „Wim“ Wenders, 1945년 8월 14일~)는 독일의 영화 감독이다. 1945년 뒤셀도르프에서 태어났으며 젊은 시절에는 의학, 철학, 미술 등을 공부했다. 대표작으로는 《파리, 텍사스》, 《베를린 천사의 시》, 《부에나 비스타 소셜 클럽》 등이 있다.

## 작품 목록
- 잘못된 움직임 (1975)
- 미국 친구 (1977)
- 사물의 상태 (1981) - 베네치아 국제 영화제 황금사자상
- 파리, 텍사스 (1984) - 칸 영화제 그랑프리
- 베를린 천사의 시 (1987) - 칸 영화제 감독상
- 멀고도 가까운 (1993) - 칸 영화제 심사위원 특별상
- 부에나 비스타 소셜 클럽 (1999)
- 밀리언 달러 호텔 (2000)
- 팔레르모 슈팅 (2008)
- 피나 (2011)
- 제네시스: 세상의 소금 (2014)
- 에브리띵 윌 비 파인 (2015)
- 서브머전스 (2017)
- 프란치스코 교황: 맨 오브 히스 워드 (2018, 다큐)
- 퍼펙트 데이즈 (2023)
- Anselm (2023, 다큐)